# Liechtenstein en los Juegos Olímpicos de Río de Janeiro 2016
Liechtenstein participó en los Juegos Olímpicos de Río de Janeiro 2016 con un total de tres deportistas, que compitieron en dos deportes. La nadadora Julia Hassle fue la abanderada en la ceremonia de apertura.

## Participantes

### Natación
| Atleta          | Evento                                    | Eliminatoria | Eliminatoria | Final     | Final     |
| Atleta          | Evento                                    | Tiempo       | Posición     | Tiempo    | Posición  |
| --------------- | ----------------------------------------- | ------------ | ------------ | --------- | --------- |
| Christoph Meier | 400 metros combinado individual masculino | 4:19.19      | 22           | No avanzó | No avanzó |
| Julia Hassler   | 800 metros estilo libre femenino          | 8:38.19      | 21           | No avanzó | No avanzó |

### Tenis
| Atleta         | Evento              | Ronda de 64            | Ronda de 32 | Ronda de 16 | Cuartos de final | Semifinals | Final / MB | Final / MB |
| Atleta         | Evento              | Resultado              | Resultado   | Resultado   | Resultado        | Resultado  | Resultado  | Posición   |
| -------------- | ------------------- | ---------------------- | ----------- | ----------- | ---------------- | ---------- | ---------- | ---------- |
| Stephanie Vogt | Individual femenino | Konta (GBR) P 3–6, 1–6 | No avanzó   | No avanzó   | No avanzó        | No avanzó  | No avanzó  | No avanzó  |